# Stenolophus infuscatus
Stenolophus infuscatus är en skalbaggsart som beskrevs av Pierre François Marie Auguste Dejean. Stenolophus infuscatus ingår i släktet Stenolophus och familjen jordlöpare. Inga underarter finns listade i Catalogue of Life.